# Nefesh B'Nefesh
Nefesh B'Nefesh (en hebreo: נפש בנפש‎; alma a alma) es una organización sionista creada en 2001. Es una organización sin ánimo de lucro que opera en los Estados Unidos de América, Canadá y el Reino Unido, y su principal objetivo es promover la inmigración judía al estado de Israel.

## Galería

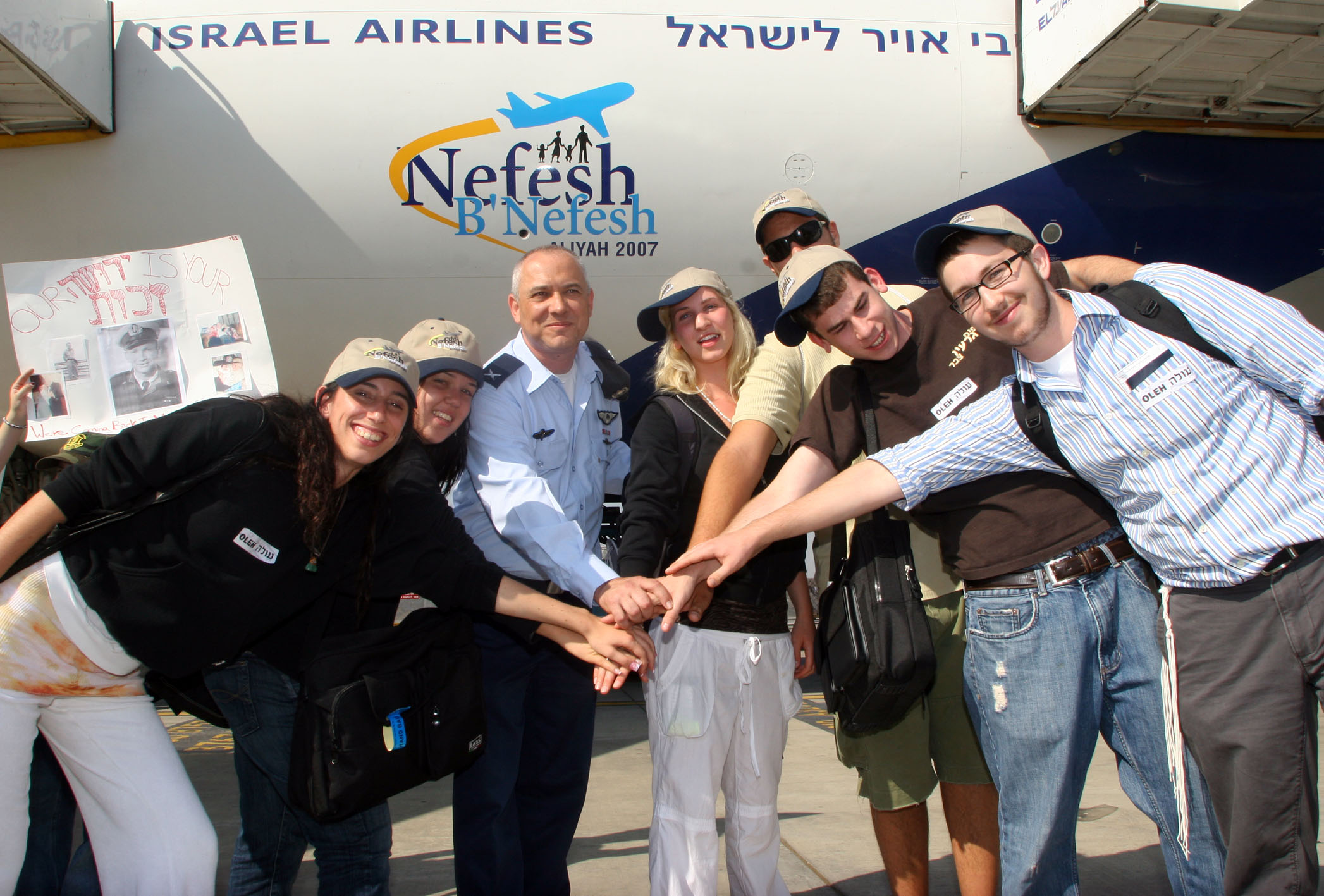
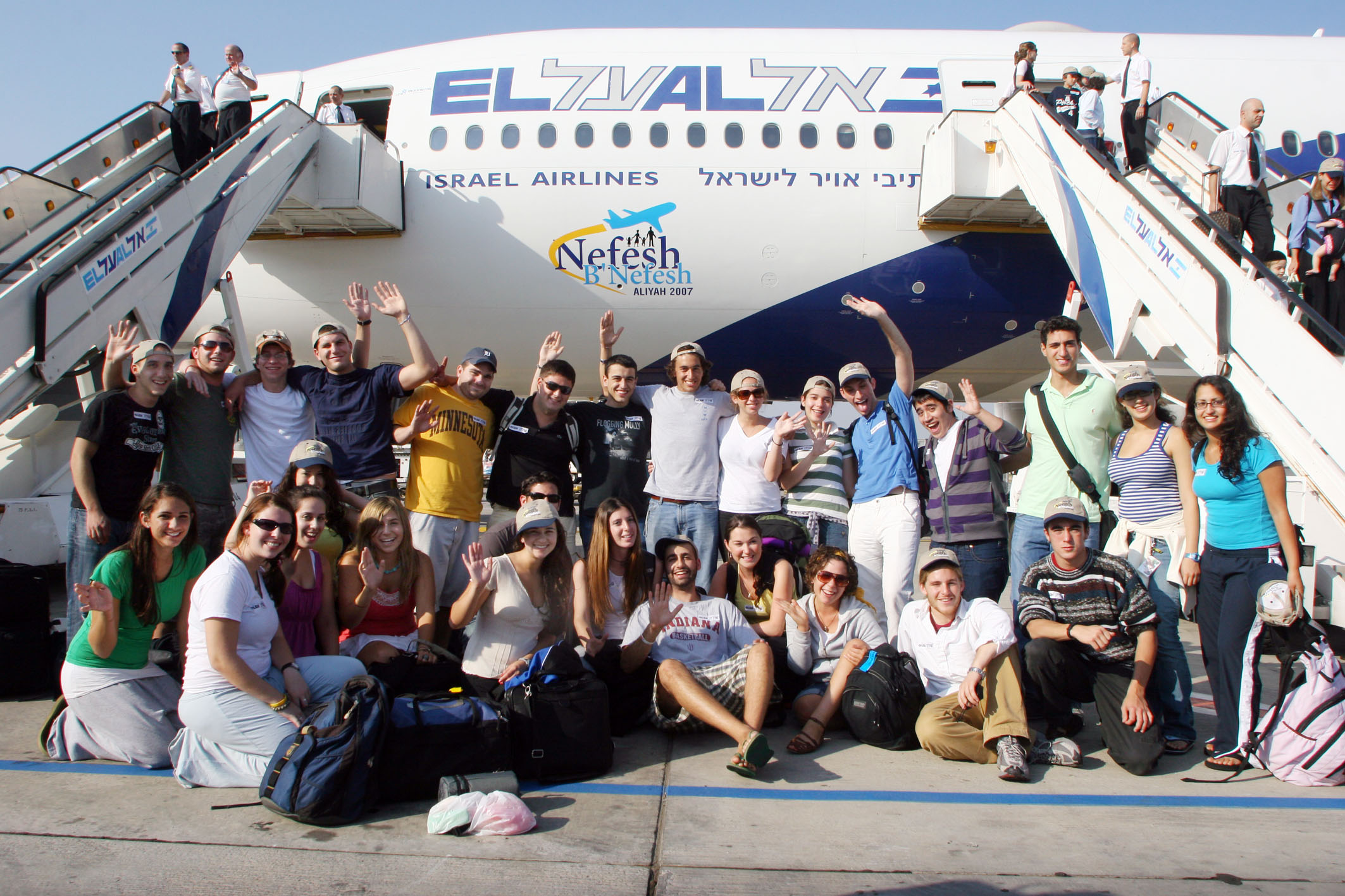